# Thomas A. Doyle

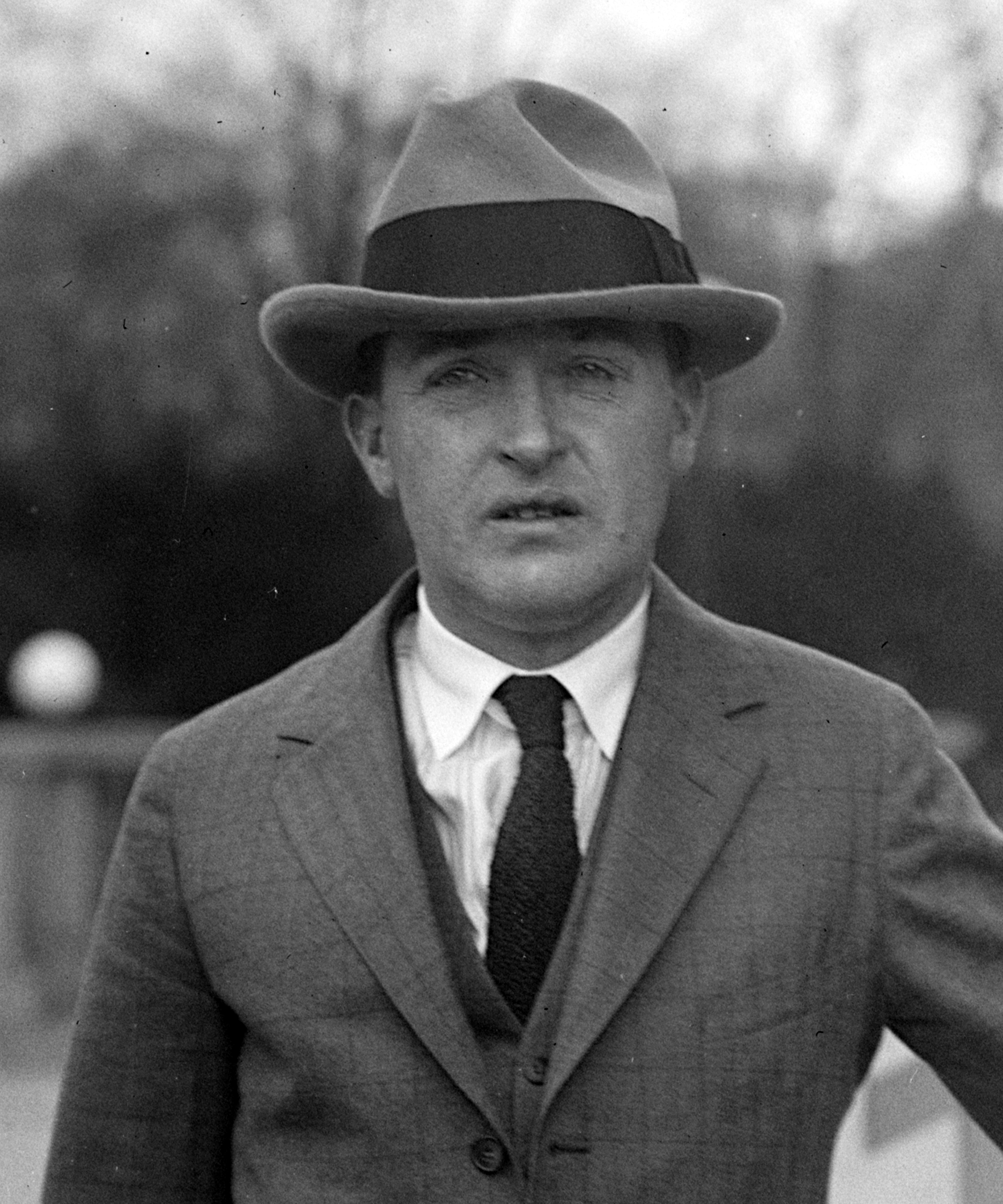
Thomas A. Doyle (1923)

Thomas Aloysius Doyle (* 9. Januar 1886 in Chicago, Illinois; † 29. Januar 1935 ebenda) war ein US-amerikanischer Politiker. Zwischen 1923 und 1931 vertrat er den Bundesstaat Illinois im US-Repräsentantenhaus.

## Leben
Thomas Doyle besuchte die öffentlichen Schulen seiner Heimat und arbeitete danach in der Immobilienbranche sowie im Versicherungsgewerbe. Nach 1926 war er auch im Automobilgeschäft tätig. Gleichzeitig schlug er als Mitglied der Demokratischen Partei eine politische Laufbahn ein. In den Jahren 1914 bis 1918 saß er im Stadtrat von Chicago; von 1918 bis 1923 war er Abgeordneter im Repräsentantenhaus von Illinois. 1923 gehörte er außerdem der Kommission zur Verbesserung der regionalen Infrastruktur an.
Nach dem Tod des Abgeordneten John W. Rainey wurde Doyle bei der fälligen Nachwahl für den vierten Sitz von Illinois als dessen Nachfolger in das US-Repräsentantenhaus in Washington, D.C. gewählt, wo er am 6. November 1923 sein neues Mandat antrat. Nach drei Wiederwahlen konnte er bis zum 3. März 1931 im Kongress verbleiben. In diese Zeit fiel im Jahr 1929 der Beginn der Weltwirtschaftskrise. 1930 verzichtete Doyle auf eine weitere Kandidatur. Später wurde er noch einmal Mitglied des Stadtrats von Chicago. Dort ist er am 29. Januar 1935 auch verstorben.